# Colin Brittain
Colin Brittain, nato Colin Cunningham (Pensacola, 29 dicembre 1986), è un cantautore, musicista, produttore discografico e batterista statunitense.

## Carriera
Brittain ha iniziato la sua carriera suonando la batteria nella band Oh No Fiasco, con i quali ha pubblicato l'EP No One's Gotta Know attraverso l'etichetta discografica statunitense Five Seven Music.
È sotto contratto con la Warner Chappell Music. A partire dal 2014 si è occupato di produrre, suonare e scrivere brani per svariati artisti, tra cui 5 Seconds of Summer, A Day to Remember, From Ashes to New, Hands Like Houses, One OK Rock e Papa Roach.
Nel 2024 è stato annunciato come nuovo batterista dei Linkin Park in sostituzione di Rob Bourdon. Come spiegato da Mike Shinoda, la collaborazione di Brittain con i Linkin Park è iniziata nel 2021 durante alcune sessioni che hanno coinvolto anche alcuni autori e compositori.

## Discografia

### Con i Linkin Park
- 2024 – From Zero

### Con gli Oh No Fiasco
- 2013 – No One's Gotta Know (EP)

### Collaborazioni
- 2016 – Aimer – Daydream
- 2017 – Papa Roach – Crooked Teeth
- 2018 – Letters from the Fire – Letters from the Fire
- 2018 – Hyde – Who's Gonna Save Us (singolo)
- 2018 – Basement – Beside Myself
- 2018 – Hands Like Houses – Anon
- 2018 – Hyde – Anti
- 2022 – 5 Seconds of Summer – 5SOS5
- 2023 – Jonas Brothers – The Album